# Lasiochernes jonicus
Espèce
Synonymes
- Chelifer jonicus Beier, 1929

Lasiochernes jonicus est une espèce de pseudoscorpions de la famille des Chernetidae.

## Distribution
Cette espèce est endémique de Corfou en Grèce. Elle se rencontre vers Ágios Mattheos.

## Description
Les mâles mesurent de 3 à 3,5 mm et les femelles de 3 à 4 mm.

## Publication originale
- Beier, 1929 : Zoologische Forschungsreise nach den Jonischen Inseln und dem Peloponnes. I. und II. Teil. Sitzungsberichte der Akademie der Wissenschaften in Wien, vol. 128, p. 425-456 (texte intégral).